# ГЕС Rani Avanti Bai Sagar
ГЕС Rani Avanti Bai Sagar — гідроелектростанція на заході Індії у штаті Мадх'я-Прадеш. Знаходячись перед ГЕС Індірасагар, становить верхній ступінь у каскаді на річці Нармада, яка тече у широтному напрямку між горами Віндх'я на півночі і Сатпура на півдні та впадає у Камбейську затоку Аравійського моря (можливо відзначити, що в сукупності регіон Віндх'я/Нармада/Сатпура відділяє Індо-Гангську рівнину від плоскогір'я Декану).
В межах проекту річку перекрили комбінованою греблею з центральною мурованою ділянкою (висота 70 метрів, довжина 827 метрів) та ліво- і правобережними дамбами довжиною 2770 та 1780 метрів відповідно. Зведення цієї споруди, яка потребувала 8,8 млн м3 матеріалу, почалось в 1975-му та завершилось за тринадцять років. Вона утримує витягнуте по долині річки на 75 км водосховище з площею поверхні 268 км2 та об'ємом 3,92 млрд м3 (корисний об'єм 3,18 млрд м3).
Пригреблевий машинний зал обладнали двома турбінами типу Френсіс потужністю по 45 МВт. При напорі від 32 до 57 метрів вони забезпечують виробництво 396 млн кВт-год електроенергії на рік.
Окрім виконання енергетичної функції, гідрокомплекс за допомогою лівобережного іригаційного каналу забезпечує зрошення 157 тисяч гектарів земель. На виході до каналу з 1996 року працює мала ГЕС у складі двох турбін потужністю по 5 МВт.